# Nykroppa
Nykroppa ist ein Ort (tätort) in der Gemeinde Filipstad in der Provinz Värmlands län in Schweden.
Nykroppa liegt etwa 13 Kilometer südöstlich von Filipstad am See Mögsjön. Der Riksväg 26 sowie die Inlandsbahn und die Bergslagsbanan durchqueren den Ort. Schon im 16. Jahrhundert wurde bei Nykroppa Bergbau betrieben. Erstmals erwähnt wurde 1540 Nykroppens hytte. Ende des 19. Jahrhunderts entstanden große Industriebetriebe. Deren Niedergang begann in den 1950er-Jahren.
Nykroppa bildet zusammen mit dem fünf Kilometer entfernten Gammalkroppa das Kirchspiel Kroppa socken.

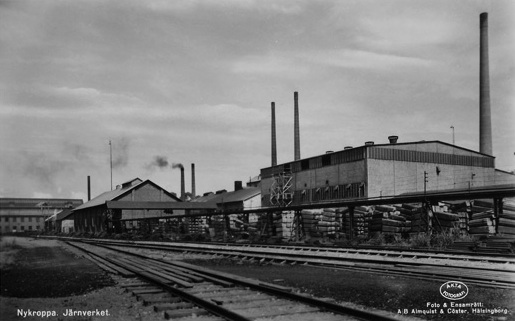
Eisenwerk (um 1950)
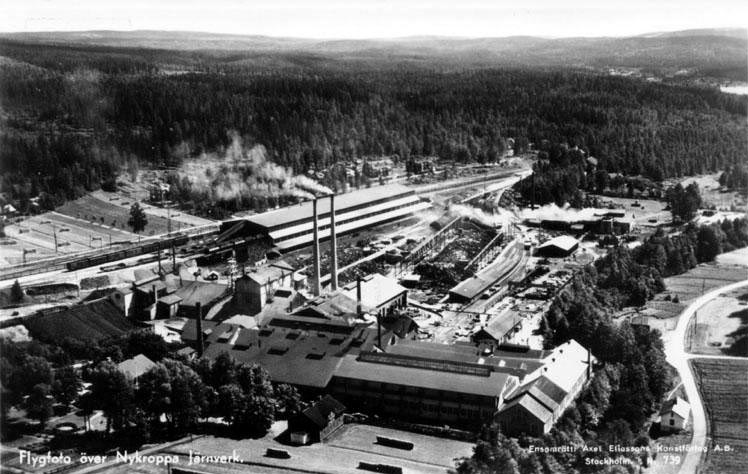
Nykroppa (um 1935)
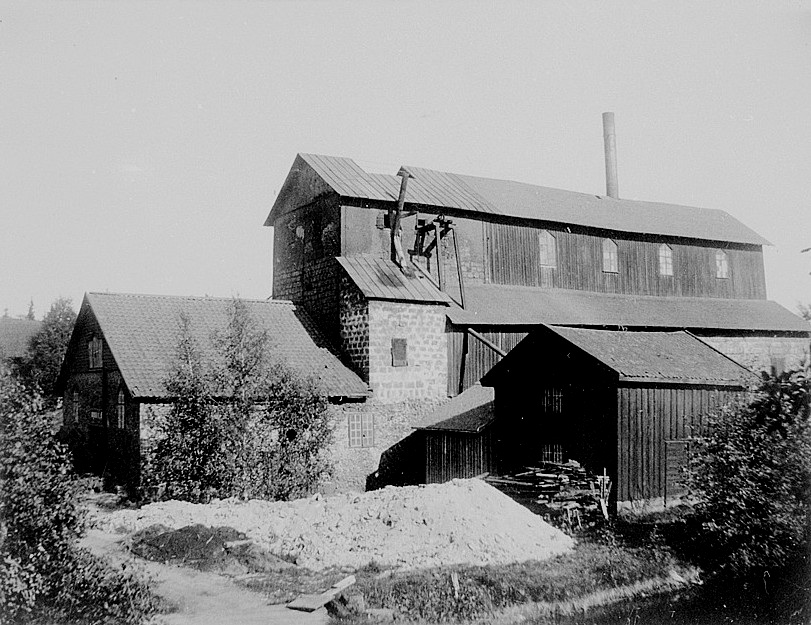
Gammalkroppa (1895)